# Свети Тодор (Бойково)
„Свети Тодор“ е български православен параклис в село Бойково, област Пловдив.
Намира се в североизточната част на селото. До параклиса се стига по черен път.

## История
Няма налични данни кога е построен параклисът. До 1925 година той е представлявал развалина: основи малко над земята, без покрив, занемарен е и терена около светилището. През 1995 година параклисът е напълно възстановен и осветен.
Представлява едноапсидна правоъгълна постройка с двускатен покрив и дървената обшивка на тавана. Отвътре параклисът е покрит с множество икони. Има и стенопис на Свети Тодор. Параклисът е отключен целогодишно.
На празника Тодоровден се извършва водосвет и се прави курбан.